# Cavalcade (film, 2005)
Pour les articles homonymes, voir Cavalcade.
Pour plus de détails, voir Fiche technique et Distribution.
Cavalcade est un film français de Steve Suissa sorti en 2005.
Le scénario est inspiré d'une histoire vraie adaptée du roman autobiographique de Bruno de Stabenrath.

## Synopsis
Léo est un jeune homme à qui tout réussit. Seulement, son rythme de vie, principalement noctambule, ne convient plus à Alizée, sa compagne, qui le somme de changer s'il ne veut pas vivre seul. La jeune femme lui laisse quelques jours pour réfléchir. Alors que Léo part en voiture pour la rejoindre, il est victime d'un accident. Plongé dans le coma, il se réveille quelques jours plus tard dans un hôpital de la région parisienne et découvre qu'il est tétraplégique. Entouré par sa famille et ses amis, il tente peu à peu de se faire à cette nouvelle existence. Mais le parcours est difficile et les occasions de se décourager sont nombreuses...

## Fiche technique
- Durée : 90 minutes
- Date de sortie : 25 mai 2005
- Musique :  Michel Legrand
- Scénario : Lisa Azuelos, Laurent Chalumeau, Carole Giacobbi et Steve Suissa, d'après le roman de Bruno de Stabenrath

## Distribution
- Titoff : Léo Champollon
- Marion Cotillard : Alizée
- Richard Bohringer : le docteur Desmouches
- Bérénice Bejo : Manon
- Estelle Lefébure : Chloé
- Bruno Todeschini : Ricardo
- Laurent Bateau : Darius Champollon
- Stéphan Guérin-Tillié : Mickey
- Axelle Laffont : Loranska
- María Jurado (es) : Sylvia
- Éric Berger : Axel
- Avy Marciano : Thomas
- Michaël Cohen : David
- Béatrice Agenin : Badette Champollon
- Jean-Claude Bouillon : Henri
- Alice Carel : Camille Champollon
- Thomas Doucet : Benjie
- Vincent Martinez : Louis Champollon
- Maud Buquet : Charlotte
- Steve Suissa : Antoine
- Elodie Navarre : Blandine
- Marianne Groves : Sophie Keller
- Smadi Wolfman : l'infirmière
- Jérémie Renier : Jules
- Lionel Abelanski : le vendeur de chaises roulantes
- Stéphane Butet : Johnny
- Warren Zavatta : le pensionnaire
- Pierre-Olivier Mornas : le chef des ciseaux
- Nicolas Abraham : gang des ciseaux
- Olivier Sitruk : l'ami de Léo
- Valérie Benguigui : Docteur
- Sophie Carle : l'infirmière
- Hélène Médigue : l'ORL
- Mylène Jampanoï : Soraya
- Arthur Jugnot : l'ami de Soraya
- Valérie Steffen